# Operacja Jozue
Operacja Jozue była akcją przeprowadzoną w 1985 roku, której celem było przetransportowanie 800 etiopskich Żydów (nazywanych Beta Israel) z Sudanu do Izraela.
George H.W. Bush, ówczesny wiceprezydent Stanów Zjednoczonych, zorganizował sponsorowaną przez CIA akcję zaraz po izraelskiej operacji Mojżesz, dzięki której do Izraela sprowadzono 8 tys. osób. W wyniku operacji Jozue trafiło tam kolejne 800 osób. Jednakże w ciągu późniejszych 5 lat, dyktator Mengystu Hajle Marjam zabronił emigracji etiopskim Żydom. Transfer wznowiono w 1991, po utracie kontroli dyktatora nad całością terytorium państwa. Miała wówczas miejsce operacja Salomon.